# Джон Рі
Джо́н Рі́ (англ. John Rea, нар. 5 грудня 1951) — шотландський колишній професіональний гравець в снукер. Найкраще досягнення Рі — перемога на турнірі Scottish Professional Championship-1989. У фіналі він виграв у Мердо Маклауда. У тому ж році і на тому ж турнірі Рі став першим шотландським гравцем, який зробив максимальний брейк на професійному змаганні.
У квітні 2009 року, в своєму власному клубі «Lucky Break» в Клайдбенку Джон Рі провів виставковий матч з Джиммі Вайтом.